# Meeder

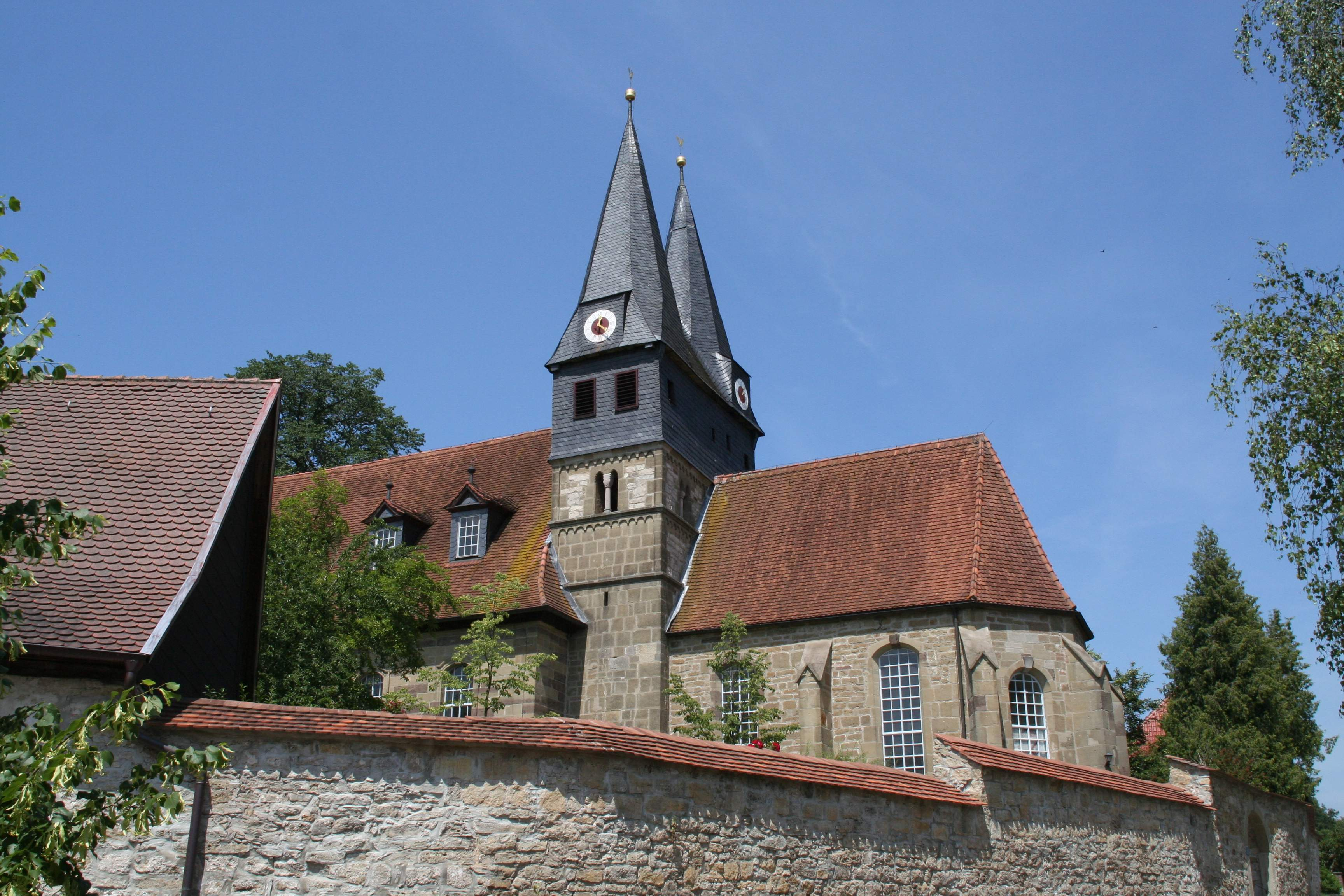
Evangelische Kirche St.-Laurentius

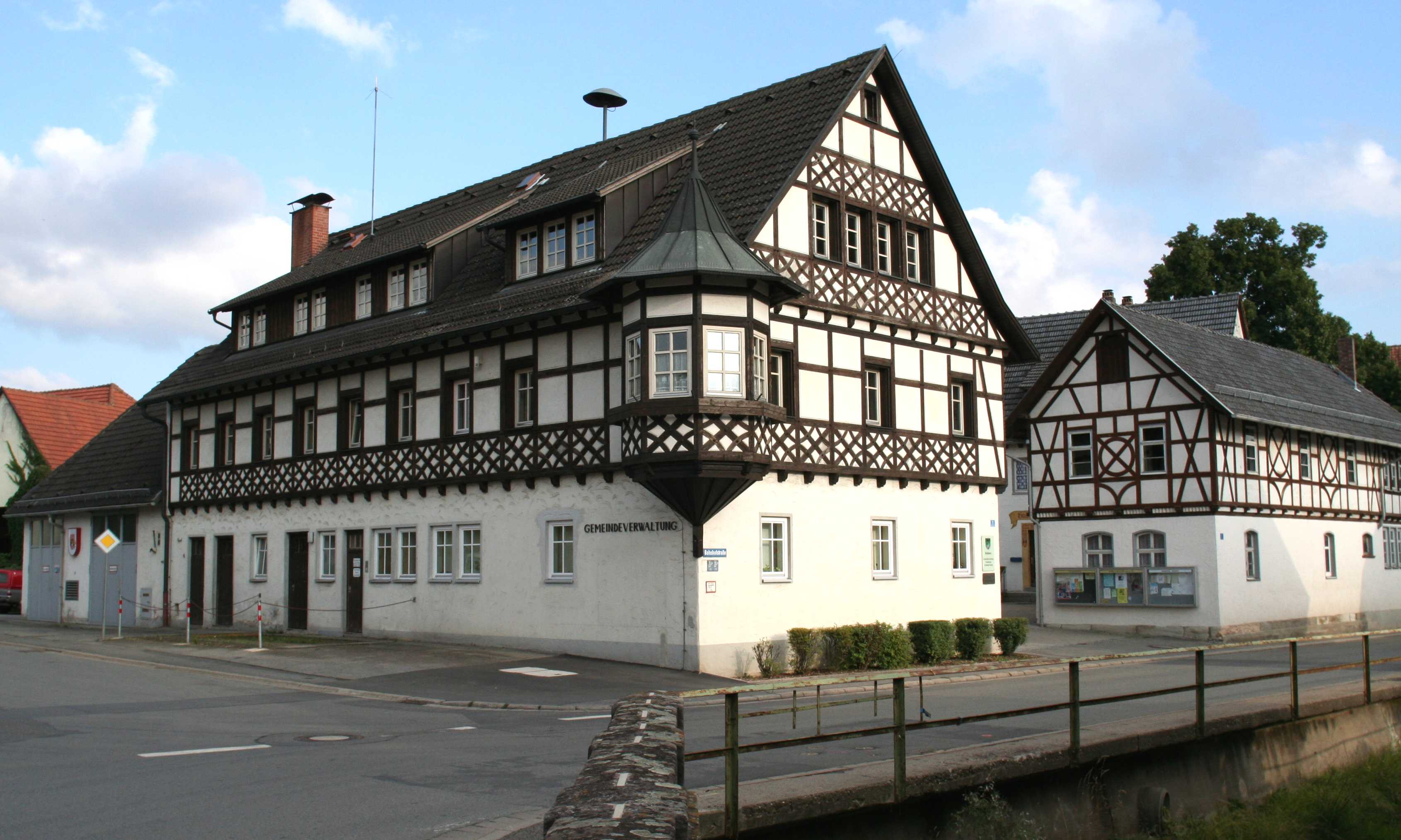
Rathaus

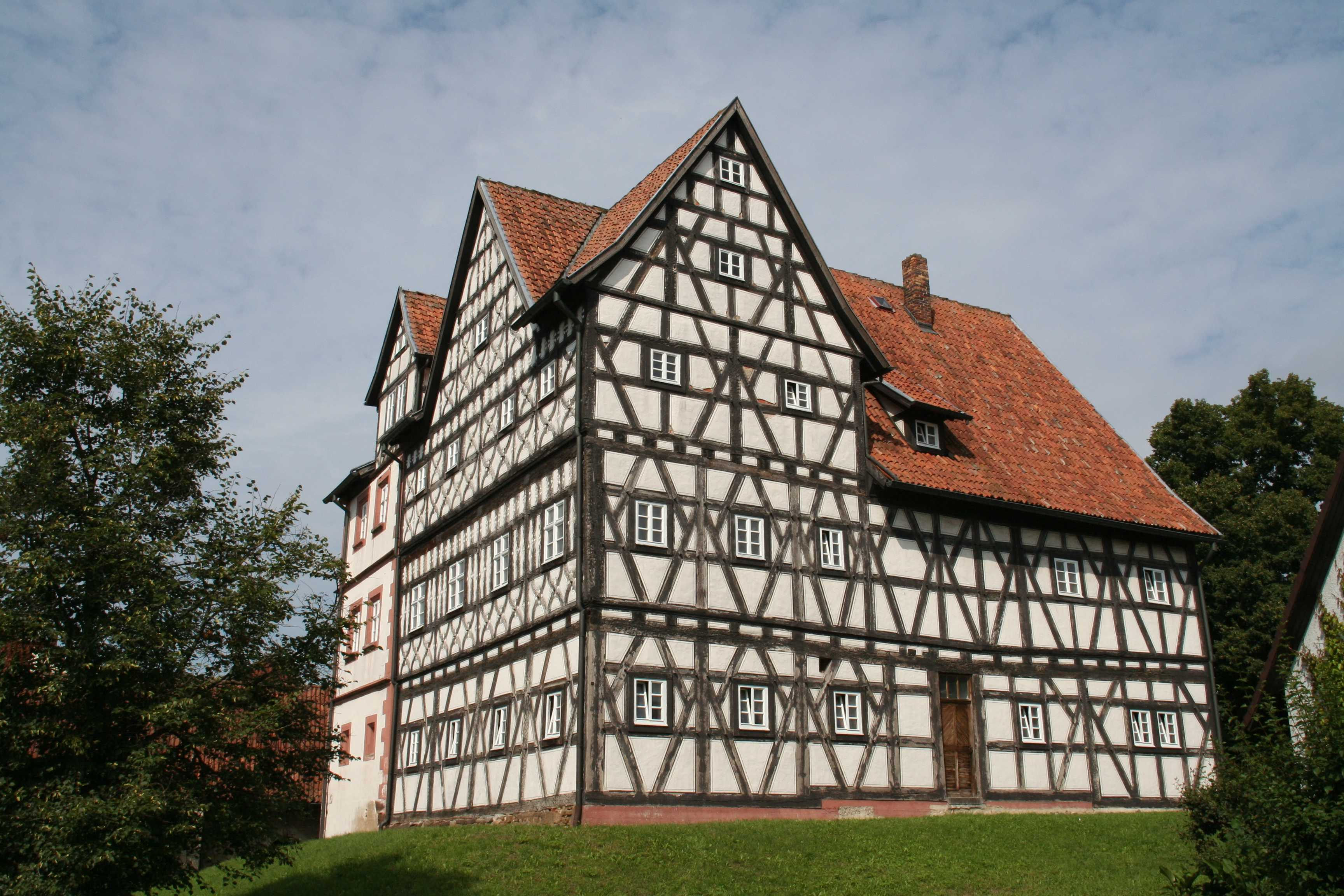
Sternbergschloss

Meeder ist eine Gemeinde im oberfränkischen Landkreis Coburg.

## Geografie

### Lage
Die Gemeinde liegt im Talbecken des Sulzbaches, eines Nebenflusses der Lauter. Durch den Norden der Gemeinde verläuft die Rhein-Weser-Wasserscheide, jenseits entspringt im äußersten Norden der zur Werra entwässernde Habergrund.
Nördlich und nordöstlich hat das Gemeindegebiet Anteil an den Langen Bergen, südlich erstreckt sich der Callenberger Forst. Die nördliche Gemeindegrenze bildet die Landesgrenze zu Thüringen.

### Nachbargemeinden
Im Uhrzeigersinn, beginnend im Norden: Veilsdorf, Eisfeld, Lautertal, Coburg, Weitramsdorf, Bad Rodach.

### Gemeindegliederung
Es gibt 18 Gemeindeteile (in Klammern ist der Siedlungstyp angegeben):
- Ahlstadt (Kirchdorf)
- Beuerfeld (Kirchdorf)
- Birkenmoor (Gut)
- Drossenhausen (Dorf)
- Einzelberg (Weiler)
- Fuchsmühle (Einöde)
- Großwalbur (Pfarrdorf)
- Herbartsdorf (Weiler)
- Kirchbergsmühle (Einöde)
- Kleinwalbur (Dorf)
- Kösfeld (Dorf)
- Meeder (Pfarrdorf)
- Mirsdorf (Dorf)
- Moggenbrunn (Dorf)
- Neida (Dorf)
- Ottowind (Kirchdorf)
- Sulzdorf (Weiler)
- Wiesenfeld (Pfarrdorf)

Es gibt 14 Gemarkungen, die den ehemaligen Gemeinden entsprechen (siehe #Eingemeindungen).

## Geschichte

### Bis zum Wechsel nach Bayern
Meeder wurde 1074 erstmals urkundlich erwähnt. 1125 bekam der Ort die Marktrechte zugesprochen und war damit einer der ersten fränkischen Orte mit Marktrecht. Meeder ist neben Fechheim eine Urpfarrei des Coburger Landes. Von diesen beiden Pfarreien aus wurde das Coburger Land christianisiert. Die Pfarrei Heiligkreuz in Coburg war noch bis ins 13. Jahrhundert eine Filialkirche der Pfarrei Meeder St. Laurentius.
Der Dreißigjährige Krieg brachte Meeder schwere Verwüstungen. 351 Menschen fanden allein zwischen 1634 und 1636 den Tod. 1637 brannte fast das ganze Dorf ab. Am Ende überlebten von einstmals 2000 Menschen nur 600 den Dreißigjährigen Krieg.
1650 ordnete Herzog Friedrich Wilhelm II. die Feier eines großen Dank- und Friedensfests am Sonntag nach dem Sebaldustag (19. August) im ganzen damaligen Fürstentum an. Seitdem wird es in Meeder gefeiert. Die Traditionstreue der Choradstanten (Männerkirchen- und Posaunenchor), die an diesem Festtag immer mit Essen und Trinken für ihre Jahresarbeit belohnt werden, hat sich bis heute erhalten. Meeder ist neben Augsburg der einzige Ort, der sich diesem Friedensdank verschrieben hat.
Im Jahr 1868 schloss sich Birkenmoor an Meeder an. 1892 bekam Meeder einen Anschluss an das Eisenbahnnetz.
Als 1918 mit dem Ende des Ersten Weltkriegs und der Novemberrevolution die Monarchie in Deutschland abgeschafft wurde, galt das auch für das Herzogtum Sachsen-Coburg und Gotha, dem Meeder angehörte. Zunächst wurde der Ort Teil des Freistaates Coburg. Da dieser aber für sich zu klein war, stand eine Entscheidung bezüglich des Anschlusses an Bayern oder an Thüringen an. In einer Volksbefragung am 30. November 1919 stimmten zehn Bürger von Meeder-Birkenmoor für den Beitritt des Freistaates Coburg zum thüringischen Staat und 275 dagegen. Somit gehörte ab dem 1. Juli 1920 auch Meeder zum Freistaat Bayern.

### Eingemeindungen
| Ehemalige Gemeinde    | Einwohner (1970) | Datum      | Anmerkung                                             |
| --------------------- | ---------------- | ---------- | ----------------------------------------------------- |
| Ahlstadt              | 248              | 01.07.1976 |                                                       |
| Beuerfeld             | 180              | 01.10.1971 |                                                       |
| Drossenhausen         | 102              | 01.07.1971 | mit dem Gemeindeteil Einzelberg                       |
| Großwalbur            | 791              | 01.05.1978 | mit den Gemeindeteilen Fuchsmühle und Kirchbergsmühle |
| Herbartsdorf          | 38               | 1961       | nach Wiesenfeld bei Coburg                            |
| Kleinwalbur           | 109              | 01.04.1971 |                                                       |
| Kösfeld               | 39               | 1962       | nach Wiesenfeld bei Coburg                            |
| Mirsdorf              | 63               | 01.07.1975 |                                                       |
| Moggenbrunn           | 90               | 01.04.1971 |                                                       |
| Neida                 | 204              | 01.01.1976 |                                                       |
| Ottowind              | 282              | 01.07.1975 |                                                       |
| Sulzdorf              | 36               | 1964       | nach Wiesenfeld bei Coburg                            |
| Wiesenfeld bei Coburg | 537              | 01.05.1978 |                                                       |

### Einwohnerentwicklung
Im Zeitraum 1988 bis 2018 wuchs die Gemeinde von 3543 auf 3682 um 139 Einwohner bzw. um 3,9 %. Ein Höchststand wurde am 31. Dezember 2000 mit 4155 Einwohnern erreicht.

## Politik

### Gemeinderat
Die Kommunalwahl 2020 führte zu folgender Sitzverteilung im Gemeinderat (Vergleich zur Wahl 2014)
- CSU/Landvolk 8 Sitze (+1)
- SPD 3 Sitze (−2)
- Freie Wähler 5 Sitze (+1)

### Bürgermeister
Erster Bürgermeister war von 2002 bis zu seiner Abwahl 2014 Josef Brunner (SPD). Ihm folgte am 1. Mai 2014 Bernd Höfer (CSU), der 2020 wiedergewählt wurde.

### Wappen

Aktuelles Gemeindewappen
Gemeindewappen bis 1986
Wappen der ehem. Gemeinde Großwalbur
Wappen der ehem. Gemeinde Moggenbrunn

Blasonierung des jetzigen Wappens: „Unter dreifach von Schwarz und Gold geteiltem Schildhaupt, belegt mit einem gebogenen grünen Rautenkranz, in Grün die silberne Kirche von Meeder auf grünem Boden.“
Blasonierung des früheren Wappens: „In Grün eine silberne (weiße) Kirche in Seitenansicht mit zwei spitzbedachten Türmen und einem kuppelgedeckten Dachreiter, darunter zwei goldene (gelbe) Palmzweige.“
Das frühere Wappen wurde durch Ministerialbeschluss vom 13. August 1957 und das jetzige durch die Regierung Oberfranken am 28. Februar 1986 verliehen.
Die Wappen zeigen jeweils die alte Ortskirche St. Laurentius in ihrem ursprünglich romanischen Bauzustand. Das Bild entstammt einem Siegel von 1762. Im neuen Wappen ist im Schildhaupt das geminderte sächsische Wappen zu sehen, das auf die frühere Zugehörigkeit der Gemeinde zum Herzogtum Sachsen-Coburg hinweist. Im alten Wappen sind Palmzweige als christliches Symbol des ewigen Lebens zu sehen. Die Farben Silber und Grün sind die Farben des Coburger Landes.

## Wirtschaft und Verkehr
Der Ort Meeder ist landwirtschaftlich geprägt. Viele Einwohner arbeiten in Coburg. Die Schloßbrauerei am unteren Schloss existierte seit 1727. Später wurde sie und der zugehörige Gasthof in die Ortsmitte verlegt. Das Bier „Hansenbräu“ produzierte nach der Brauerei Meyer ab 1921 die Brauerei Fink und ab 1956 bis zur Betriebseinstellung 1983 die Brauerei Sperber. Das Maschinenbauunternehmen Hamuel, zur Scherdelgruppe gehörend, ist mit rund 200 Mitarbeitern der größte Arbeitgeber im Ort.
Von Meeder nach Coburg und Bad Rodach führt die Staatsstraße 2205, über Unterlauter erfolgt die Anbindung zur B 4, über Weitramsdorf ist man an die B 303 angebunden und alle anderen Gemeindeteile sind über Gemeindeverbindungs- oder Kreisstraßen erreichbar. Der Ort Meeder liegt mit einem Haltepunkt an der Bahnstrecke Coburg–Bad Rodach, die auf dem Gemeindegebiet in Wiesenfeld und Großwalbur noch zwei weitere Haltepunkte bedient.
Durch den Norden des Gemeindegebietes verläuft die A 73 Suhl–Nürnberg. Die Anschlussstelle Coburg-Nord (AS 7) liegt etwa 8 km südöstlich von Meeder.

## Kultur und Sehenswürdigkeiten

### Museen

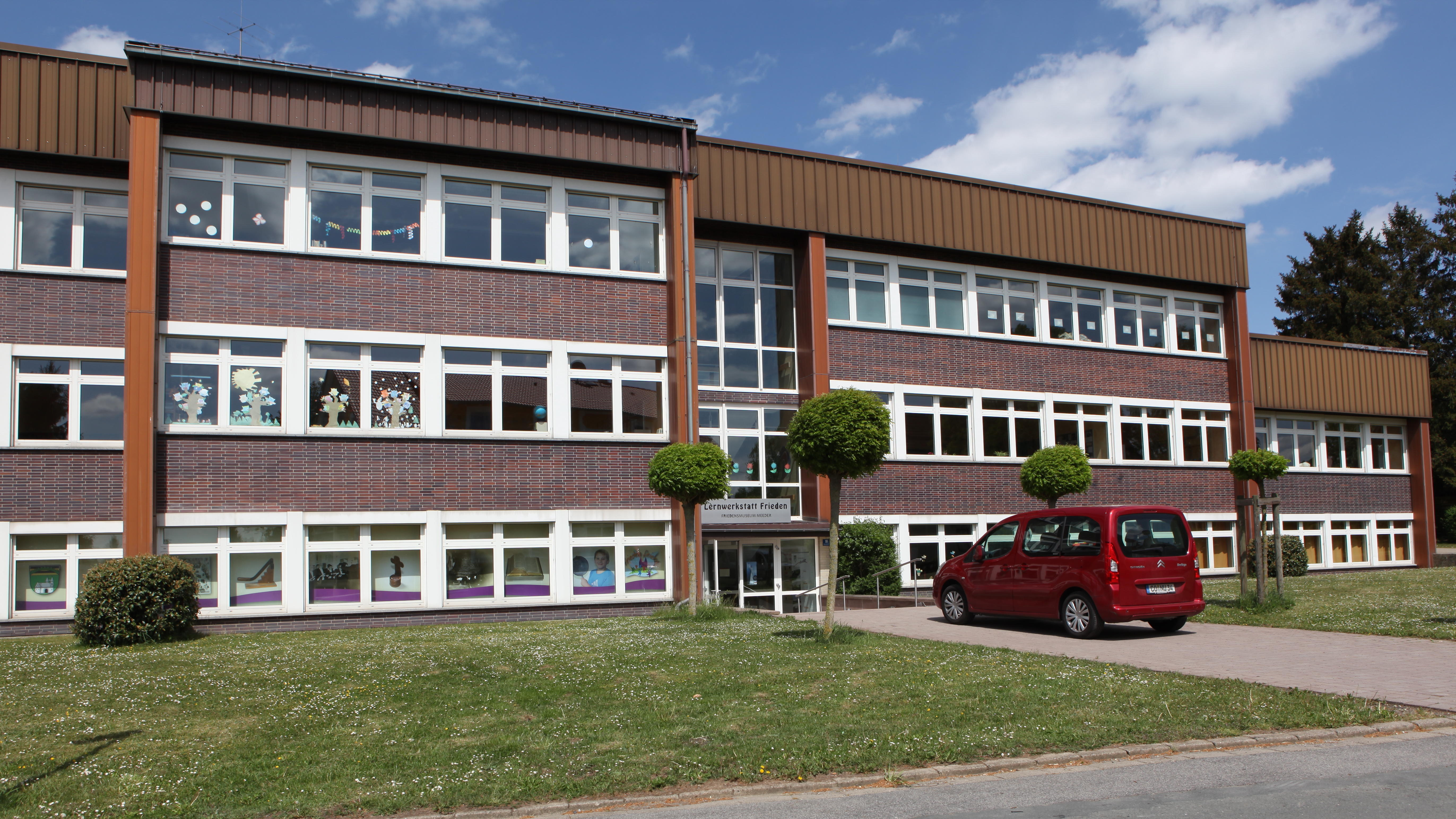
Friedensmuseum in der Anna-B.-Eckstein-Schule

Das Friedensmuseum Meeder wurde 1982 vom damaligen Pfarrer Karl Eberhard Sperl gegründet und im Gemeindehaus Alte Schule untergebracht. Um eine Erweiterung und Neukonzeption zu ermöglichen, gründeten 47 Frauen und Männer mit Beteiligung der Kirchengemeinde St. Laurentius und der politischen Gemeinde den Verein Friedensmuseum Meeder.
Ausgestellt werden Exponate, wie zu Kreuzen umgeschmiedete Patronenhülsen von Kindersoldaten in Afrika, aus Geschosshülsen hergestellte Krüge aus dem Ersten Weltkrieg, ein zu einem Küchensieb umgeschmiedeter Wehrmachtshelm aus dem Zweiten Weltkrieg oder ein Brautkleid, das 1946 in Ermangelung anderen Stoffes aus einem Militärfallschirm genäht wurde. Neben den bisherigen Schwerpunkten des Museums wie „Kriegsgerät zu Friedenswerkzeug“ (ähnlich dem Motto „Schwerter zu Pflugscharen“ der Friedensbewegung der DDR zu Beginn der 1980er-Jahre) und dem Konflikt zwischen Kirche und Nationalsozialismus von 1934 bis 1945 wird dem Zeitzeugenprojekt „Sag, wie war das damals?“ mit der Schilderung persönlicher Erlebnisse aus NS-Diktatur, Zweitem Weltkrieg und Nachkriegszeit breiter Raum geboten. Eine Sonderausstellung ist der Coburger Friedensaktivistin Anna Bernhardine Eckstein (1868 bis 1947), Zeitgenossin und zum Teil Wegbegleiterin der Friedensnobelpreisträger Bertha von Suttner und Ludwig Quidde, gewidmet. Eine Neukonzeption erfolgte 2011 nach dem Umzug von der Alten Schule in die Anna-B.-Eckstein-Schule.

### Baudenkmäler
Die Kirche St. Laurentius hat als architektonische Besonderheit zwei Türme. Die barocke Orgel stammt aus dem Jahr 1723. Auf ihr machte Johann Nikolaus Forkel, gebürtiger Meederer, erster Bachbiograph und Begründer der modernen Musikwissenschaften, seine ersten musikalischen Gehversuche.
Erwähnenswert sind ferner das Sternbergschloss, auch unteres Schloss genannt, das Wasserschloss Moggenbrunn und ein gemeindlicher Schafstall aus dem 18. Jahrhundert.

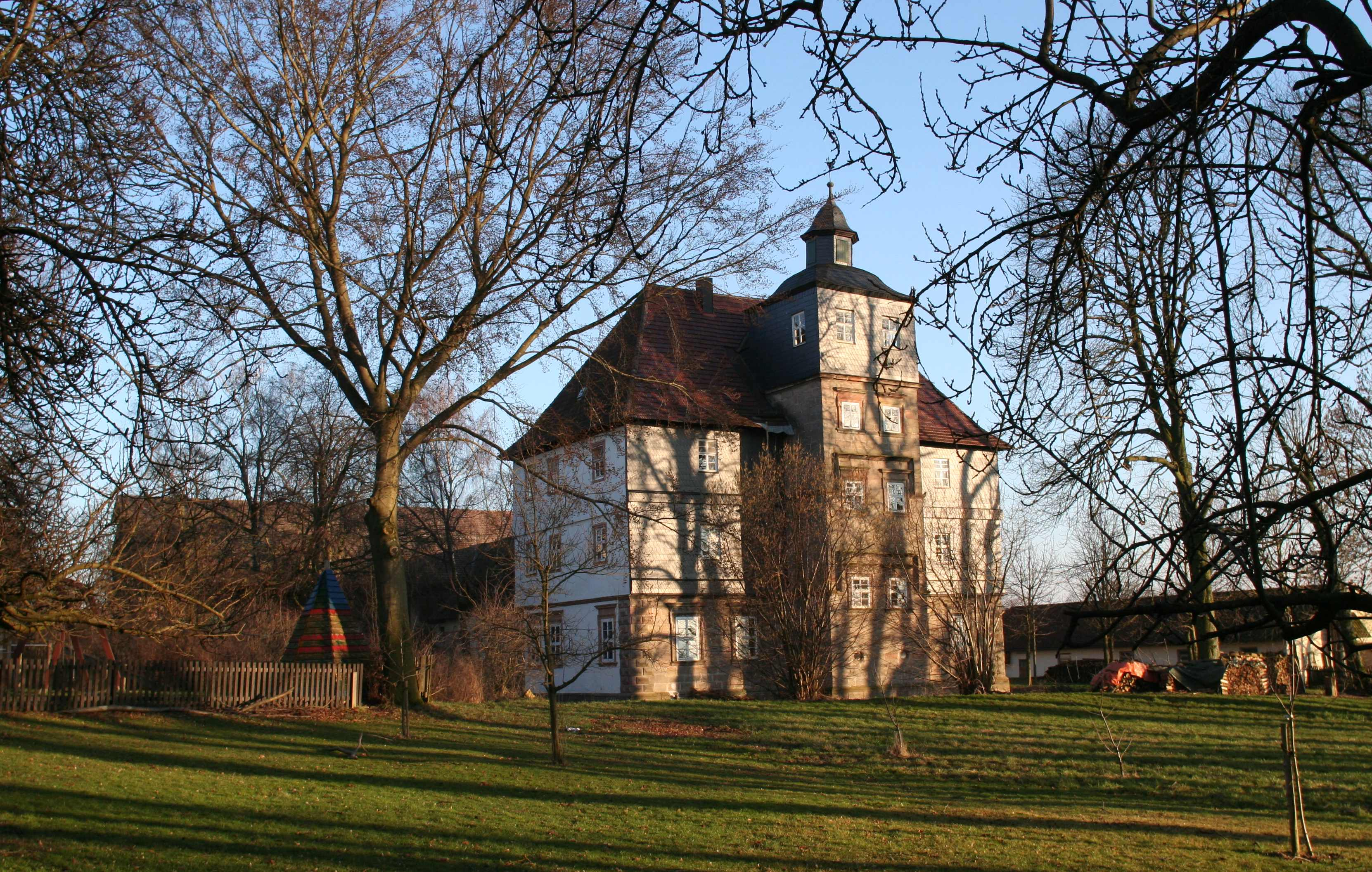
Schloss Moggenbrunn
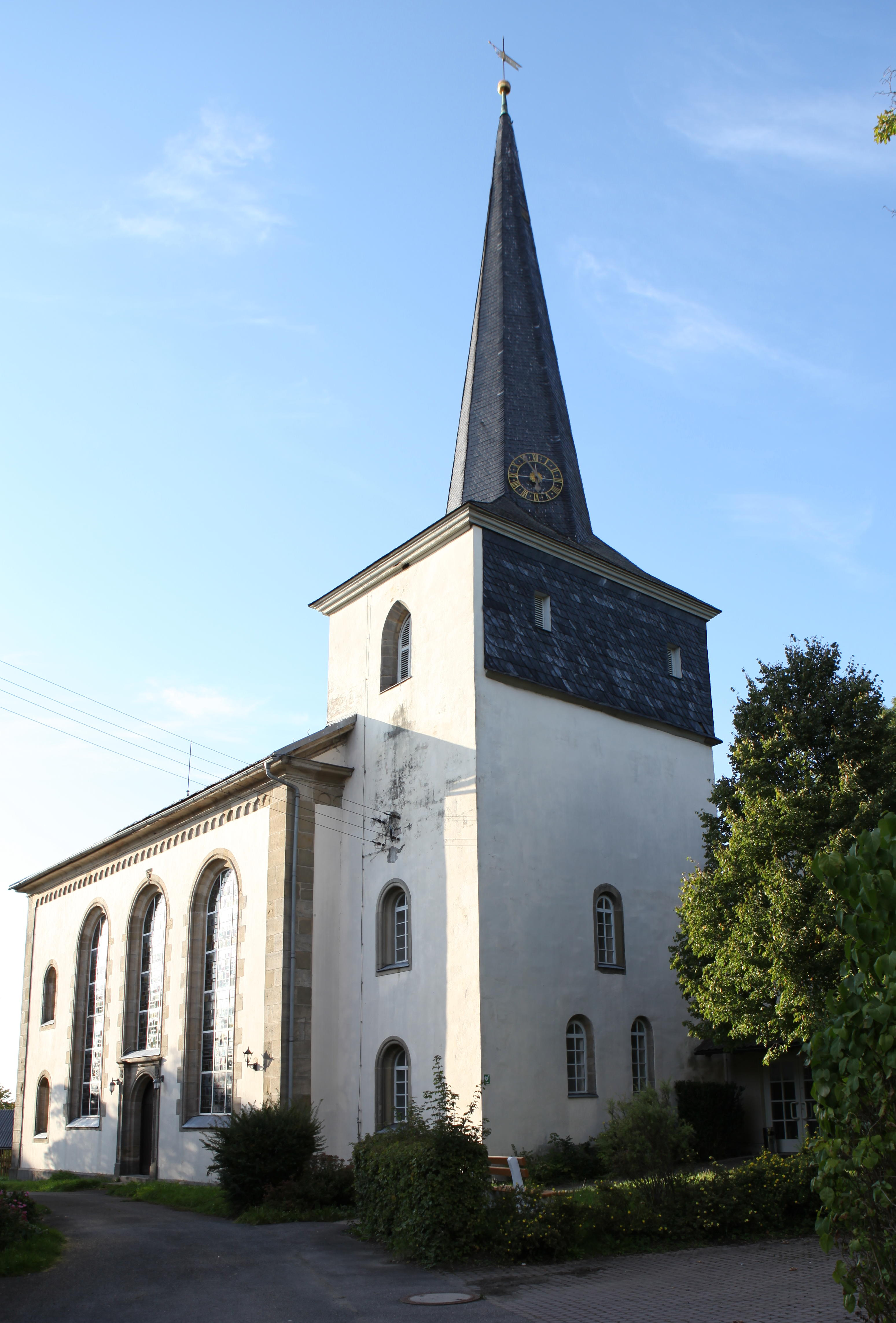
Evangelische Kirche St. Bonifatius in Ahlstadt
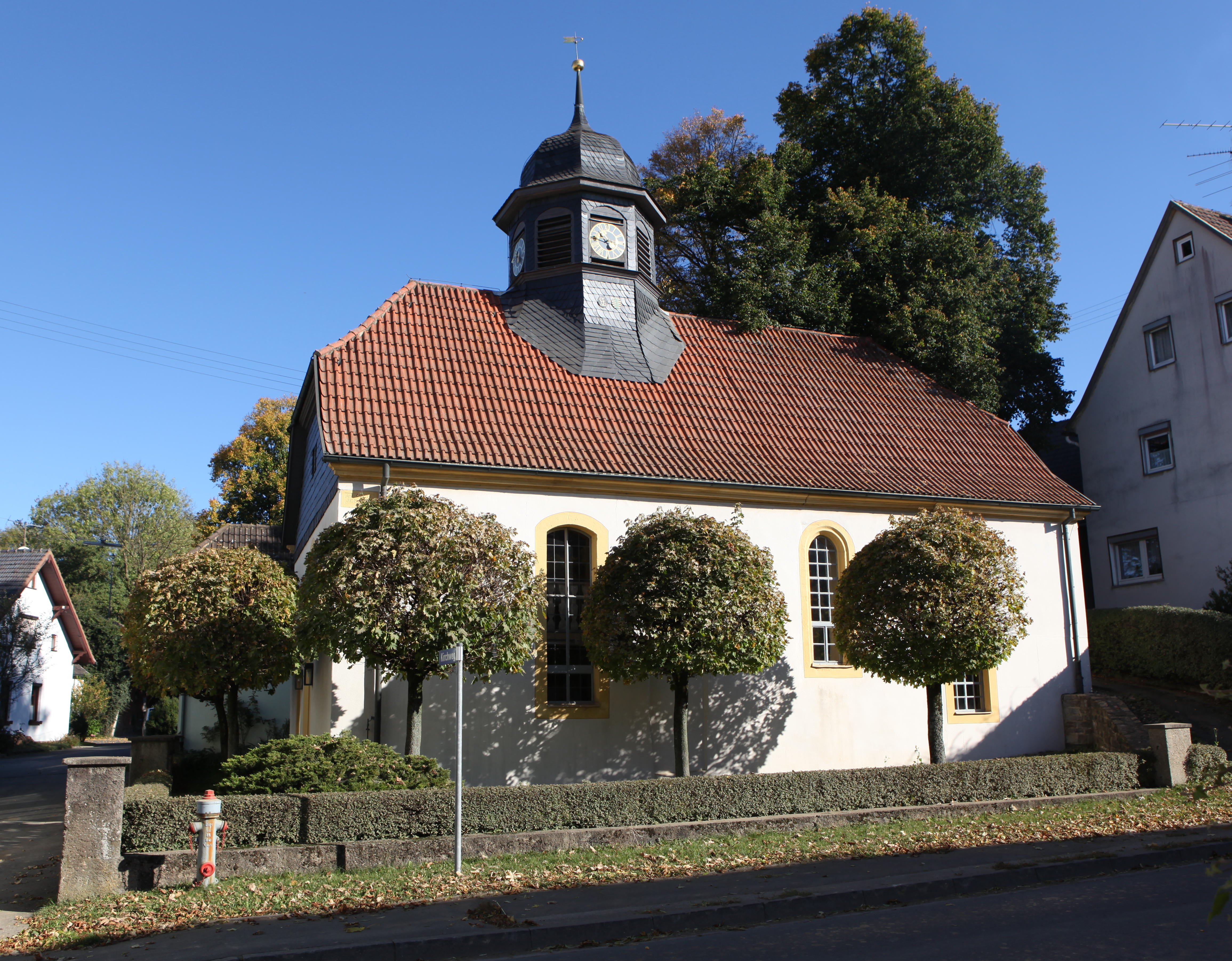
Evangelische Filialkirche in Beuerfeld
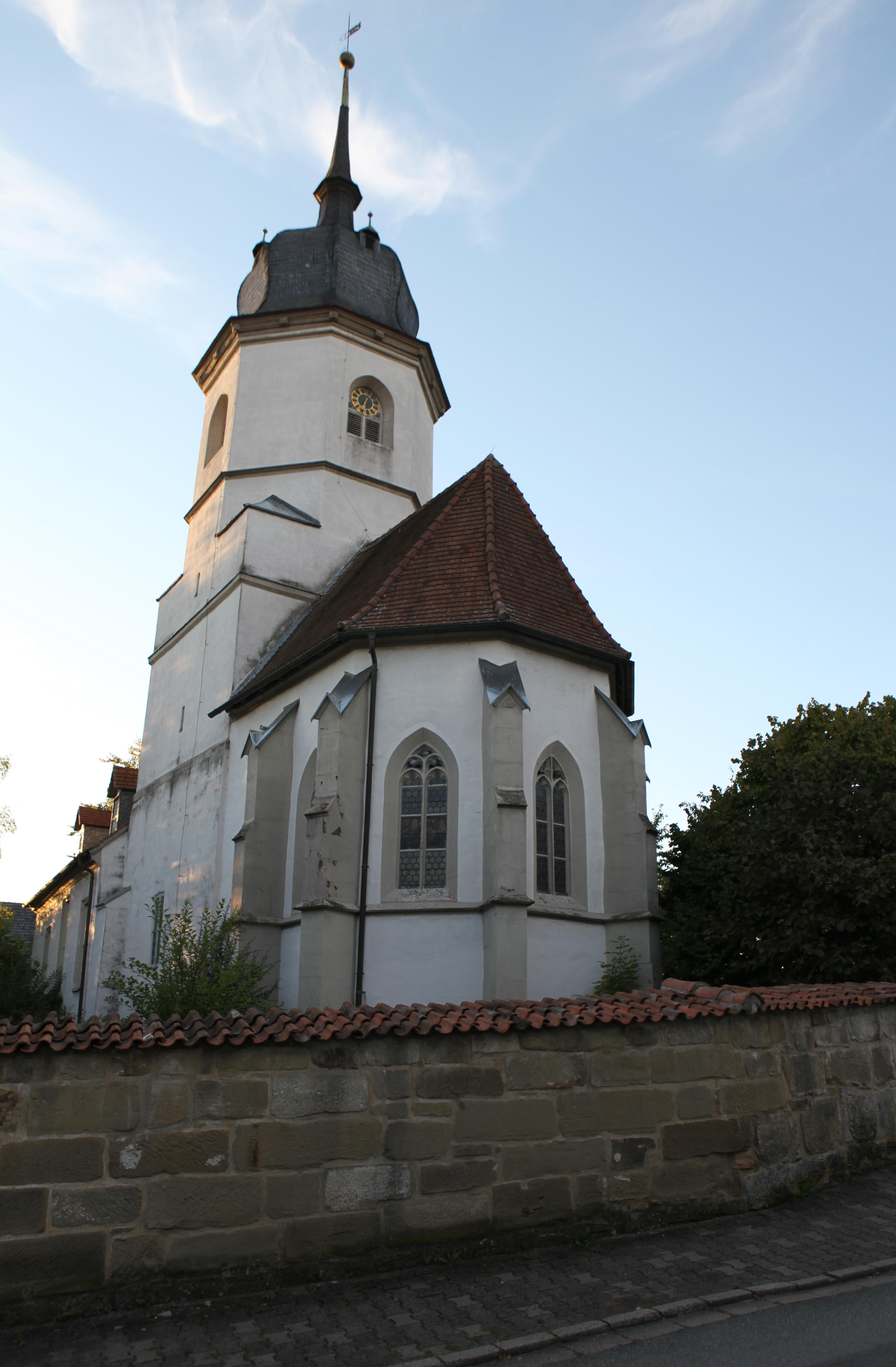
Evangelische Pfarrkirche St. Oswald in Großwalbur
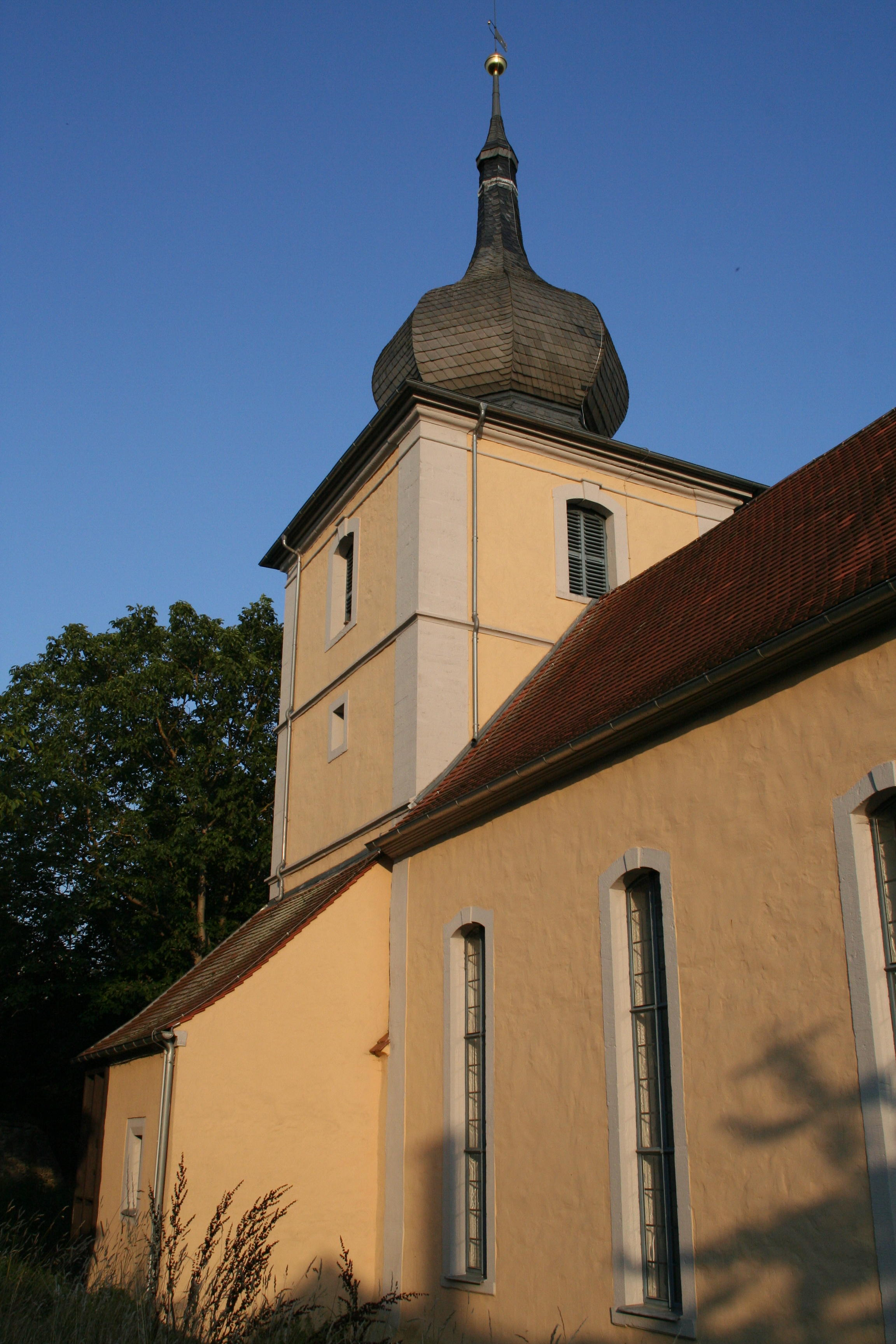
Evangelische Filialkirche St. Bartholomäus in Ottowind
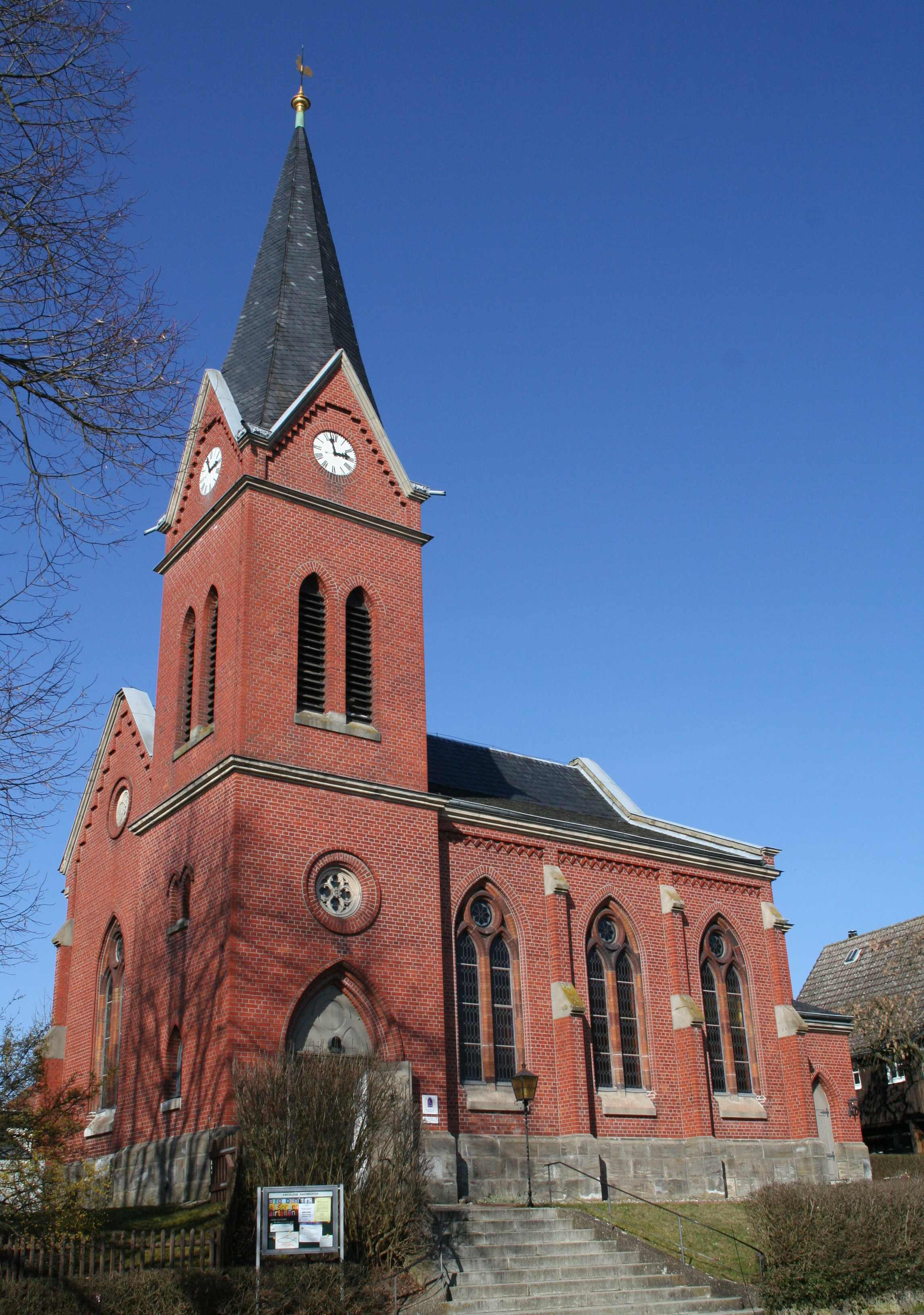
Magdalenenkirche in Wiesenfeld

### Baumdenkmal
Das Baumdenkmal für die Deutsche Einheit im Ortsteil Ahlstadt am Rottenbacher Weg stadtauswärts links wurde am 26. Oktober 2023 eingeweiht.

## Sender Meeder
Auf der Sennigshöhe (geographische Koordinaten: 50° 21′ 20″ N, 10° 54′ 56″ O) betreibt die Deutsche Telekom AG seit 1965 eine Sendeanlage für UKW-Hörfunk, Mobilfunk und Richtfunk.

## Persönlichkeiten
- Johann Nikolaus Forkel (1749–1818), geboren in Meeder, Organist und Musikforscher